# Portada/article juliol 6

## Nucli cel·lular
El nucli cel·lular (del llatí nucleus o nuculeus, o simplement nucli en biologia cel·lular) és un orgànul embolicat en una membrana present en totes les cèl·lules eucariotes. Conté gran part del material genètic de la cèl·lula, organitzat en forma de múltiples llargues molècules lineals d'ADN en combinació amb una gran varietat de proteïnes, com ara les histones, que contribueixen a formar cromosomes. Els gens d'aquests cromosomes són el genoma nuclear de la cèl·lula. La funció del nucli és mantenir la integritat d'aquests gens i controlar les activitats de la cèl·lula per mitjà de la regulació de l'expressió gènica – així doncs, el nucli és el centre de control de la cèl·lula.